# Jevon Francis
Jevon Francis (* 29. Mai 1983 in Basseterre) ist ein Fußballspieler von St. Kitts und Nevis.

## Karriere

### Klub
Er spielte bis zum Saisonende 2008/09 beim Village Superstars FC und zwei Jahre beim Southern Myanmar FC. Seine letzte bekannte Station ist 2012/13 der Alpha United FC aus Guyana.

### Nationalmannschaft
Seinen ersten Einsatz für die Nationalmannschaft erhielt er im Alter von 17 am 21. März 2000. Bei dem 6:0-Auswärtssieg gegen die Turks- und Caicosinseln im Qualifikationsspiel zur Weltmeisterschaft 2002 wurde er in der 61. Minute beim Stand von 3:0 für Alexis Saddler ausgewechselt. Ab 2004 bis zu seinem letzten Einsatz im Oktober 2011 war er bei fast jeder Partie dabei.